# Barna Kabay
Barna Kabay (Budapest, 15 agosto 1948) è un regista e sceneggiatore ungherese.
Nel 1984 il suo film La rivolta di Giobbe è stato candidato all'Oscar al miglior film straniero.

## Filmografia parziale
- La rivolta di Giobbe (Jób lázadása) co-diretto con Imre Gyöngyössy (1983)
- Yerma co-diretto con Imre Gyöngyössy (1984)